# Svájc az 1936. évi téli olimpiai játékokon
Svájc a németországi Garmisch-Partenkirchenben megrendezett 1936. évi téli olimpiai játékok egyik részt vevő nemzete volt. Az országot az olimpián 7 sportágban 34 sportoló képviselte, akik összesen 3 érmet szereztek.

## Érmesek
| Érem  | Versenyző                                                   | Sportág | Versenyszám  |
| ----- | ----------------------------------------------------------- | ------- | ------------ |
| Arany | Pierre Musy Arnold Gartmann Charles Bouvier Joseph Beerli   | Bob     | Férfi négyes |
| Ezüst | Fritz Feierabend Joseph Beerli                              | Bob     | Férfi kettes |
| Ezüst | Reto Capadrutt Hans Aichele Fritz Feierabend Hans Bütikofer | Bob     | Férfi négyes |

## Alpesisí
Női
| Versenyző       | Versenyszám | Lesiklás | Lesiklás | Lesiklás | Műlesiklás | Műlesiklás | Műlesiklás | Műlesiklás | Műlesiklás | Műlesiklás | Műlesiklás | Összesítés | Összesítés |
| Versenyző       | Versenyszám | Lesiklás | Lesiklás | Lesiklás | 1. futam   | 1. futam   | 2. futam   | 2. futam   | Össz.      | Össz.      | Össz.      | Összesítés | Összesítés |
| Versenyző       | Versenyszám | Idő      | Pont     | Hely.    | Idő        | Hely.      | Idő        | Hely.      | Idő        | Pont       | Hely.      | Pont       | Helyezés   |
| --------------- | ----------- | -------- | -------- | -------- | ---------- | ---------- | ---------- | ---------- | ---------- | ---------- | ---------- | ---------- | ---------- |
| Marcelle Bühler | Összetett   | 5:51,6   | 86,58    | 9.       | 1:45,1     | 16.        | 1:34,6     | 9.         | 3:19,7     | 71,16      | 12.        | 78,87      | 10.        |
| Erna Steuri     | Összetett   | 5:20,4   | 95,01    | 4.       | 1:17,2     | 3.         | 1:21,2     | 5.         | 2:38,4     | 89,71      | 3.         | 92,36      | 4.         |

## Bob
| Versenyző                                                   | Versenyszám | 1. futam | 1. futam | 2. futam | 2. futam | 3. futam | 3. futam | 4. futam | 4. futam | Összesítés | Összesítés |
| Versenyző                                                   | Versenyszám | Idő      | Hely.    | Idő      | Hely.    | Idő      | Hely.    | Idő      | Hely.    | Idő        | Helyezés   |
| ----------------------------------------------------------- | ----------- | -------- | -------- | -------- | -------- | -------- | -------- | -------- | -------- | ---------- | ---------- |
| Reto Capadrutt Charles Bouvier                              | Kettes      | 1:25,45  | 3.       | 1:23,69  | 5.       | 1:34,09  | 18.      | 1:23,00  | 5.       | 5:46,23    | 7.         |
| Fritz Feierabend Joseph Beerli                              | Kettes      | 1:26,34  | 6.       | 1:20,31  | 1.       | 1:24,11  | 1.       | 1:19,88  | 1.       | 5:30,64    |            |
| Reto Capadrutt Hans Aichele Fritz Feierabend Hans Bütikofer | Négyes      | 1:23,49  | 7.       | 1:19,88  | 3.       | 1:20,75  | 5.       | 1:18,61  | 1.       | 5:22,73    |            |
| Pierre Musy Arnold Gartmann Charles Bouvier Joseph Beerli   | Négyes      | 1:22,45  | 3.       | 1:18,78  | 1.       | 1:19,60  | 1.       | 1:19,02  | 3.       | 5:19,85    |            |

## Északi összetett
| Versenyző     | Sífutás | Sífutás | Sífutás | Síugrás  | Síugrás  | Síugrás  | Síugrás  | Síugrás | Síugrás | Összesítés | Összesítés |
| Versenyző     | Sífutás | Sífutás | Sífutás | 1. ugrás | 1. ugrás | 2. ugrás | 2. ugrás | Össz.   | Össz.   | Összesítés | Összesítés |
| Versenyző     | Idő     | Pont    | Hely.   | Távolság | Pont     | Távolság | Pont     | Pont    | Hely.   | Pont       | Helyezés   |
| ------------- | ------- | ------- | ------- | -------- | -------- | -------- | -------- | ------- | ------- | ---------- | ---------- |
| Ernst Berger  | 1:27:13 | 175,2   | 27.     | 36,5     | 80,5     | 47,5     | 94,4     | 174,9   | 34.     | 350,1      | 30.        |
| Willi Bernath | 1:25:12 | 185,7   | 17.     | 43,5     | 87,4     | 47,0     | 93,3     | 180,7   | 30.     | 366,4      | 22.        |
| Oswald Julen  | 1:25:43 | 183,0   | 21.     | 43,0     | 92,0     | 45,0     | 92,3     | 184,3   | 24.     | 367,3      | 21.        |

## Jégkorong
| Svájci férfi jégkorongcsapat-játékoskeret                                                    | Svájci férfi jégkorongcsapat-játékoskeret                                                             |
| -------------------------------------------------------------------------------------------- | --- |
| - Ferdinand Cattini - Hans Cattini - Otto Heller - Arnold Hirtz - Ernst Hug - Charles Keßler | - Herbert Keßler - Albert Künzler - Adolf Martignoni - Thomas Pleisch - Oskar Schmidt - Bibi Torriani |

### Eredmények
Csoportkör
B csoport
| Csapat           | M | Gy | D | V | G+ | G– | Gk | P |
| ---------------- | - | -- | - | - | -- | -- | -- | - |
| Egyesült Államok | 3 | 2  | 0 | 1 | 5  | 2  | +3 | 4 |
| Németország      | 3 | 2  | 0 | 1 | 5  | 1  | +4 | 4 |
| Svájc            | 3 | 1  | 0 | 2 | 1  | 5  | –4 | 2 |
| Olaszország      | 3 | 1  | 0 | 2 | 2  | 5  | –3 | 2 |

| 1936. február 7. | Egyesült Államok (USA) | 3 – 0 (0–0, 3–0, 0–0) | Svájc | Garmisch-Partenkirchen |

|  |  |  |  |  |
|  |  |  |  |  |
|  |  |  |  |  |
|  |  |  |  |  |

| 1936. február 8. | Németország (GER) | 2 – 0 (0–0, 1–0, 1–0) | Svájc | Garmisch-Partenkirchen |

|  |  |  |  |  |
|  |  |  |  |  |
|  |  |  |  |  |
|  |  |  |  |  |

| 1936. február 9. | Svájc (SUI) | 1 – 0 (0–0, 1–0, 0–0) | Olaszország | Garmisch-Partenkirchen |

|  |  |  |  |  |
|  |  |  |  |  |
|  |  |  |  |  |
|  |  |  |  |  |

| Csapat | Helyezés |
| ------ | -------- |
| Svájc  | 12.      |

## Műkorcsolya
| Versenyző      | Versenyszám  | Kötelező elemek   | Kötelező elemek | Kűr               | Kűr   | Összesítés                     | Összesítés                     | Összesítés                     | Összesítés                     | Összesítés                     | Összesítés                     | Összesítés                     | Összesítés        | Összesítés  | Összesítés | Összesítés |
| Versenyző      | Versenyszám  | Kötelező elemek   | Kötelező elemek | Kűr               | Kűr   | Helyezési pontszámok bírónként | Helyezési pontszámok bírónként | Helyezési pontszámok bírónként | Helyezési pontszámok bírónként | Helyezési pontszámok bírónként | Helyezési pontszámok bírónként | Helyezési pontszámok bírónként | Több. hely. száma | Hely. össz. | Pont       | Helyezés   |
| Versenyző      | Versenyszám  | Több. hely. száma | Hely.           | Több. hely. száma | Hely. | 1                              | 2                              | 3                              | 4                              | 5                              | 6                              | 7                              | Több. hely. száma | Hely. össz. | Pont       | Helyezés   |
| -------------- | ------------ | ----------------- | --------------- | ----------------- | ----- | ------------------------------ | ------------------------------ | ------------------------------ | ------------------------------ | ------------------------------ | ------------------------------ | ------------------------------ | ----------------- | ----------- | ---------- | ---------- |
| Lucian Büeler  | Férfi egyéni | 4×15+             | 15.             | 5×20+             | 21.   | 14,0                           | 17,0                           | 19,0                           | 17,0                           | 16,0                           | 18,0                           | 18,0                           | 4×17+             | 119,0       | 2404,9     | 17.        |
| Angela Anderes | Női egyéni   | 5×16+             | 15.             | 4×16+             | 16.   | 14,0                           | 14,0                           | 16,0                           | 12,0                           | 14,0                           | 15,0                           | 16,0                           | 4×14+             | 101,0       | 2488,1     | 13.        |

## Sífutás
| Versenyző          | Versenyszám | Eredmény | Helyezés |
| ------------------ | ----------- | -------- | -------- |
| Willi Bernath      | 18 km       | 1:25:12  | 31.      |
| Adolf Freiburghaus | 18 km       | 1:27:08  | 40.      |
| Eduard Müller      | 18 km       | 1:32:04  | 51.      |
| August Sonderegger | 18 km       | 1:24:27  | 26.      |

## Síugrás
| Versenyző      | 1. ugrás | 1. ugrás | 1. ugrás | 2. ugrás | 2. ugrás | 2. ugrás | Összesítés | Összesítés |
| Versenyző      | Távolság | Pont     | Hely.    | Távolság | Pont     | Hely.    | Pont       | Helyezés   |
| -------------- | -------- | -------- | -------- | -------- | -------- | -------- | ---------- | ---------- |
| Reto Badrutt   | 64,5     | 95,7     | 34.      | 65,0     | 95,5     | 33.      | 191,2      | 34.        |
| Richard Bühler | 63,0     | 102,0    | 18.*     | 63,0     | 102,0    | 20.      | 204,0      | 19.*       |
| Marcel Raymond | 64,0     | 96,4     | 32.      | 68,5     | 100,9    | 24.      | 197,3      | 28.        |

* - egy másik versenyzővel azonos eredményt ért el